# Girls Bravo
Girls Bravo (ＧＩＲＬＳブラボー?, Gārusu Burabō) è un manga bishōjo scritto e disegnato da Mario Kaneda, serializzato nello Shōnen Ace dal dicembre 2000. Nel 2004 la Anime International Company ne ha prodotto un anime, trasmesso inizialmente dalla Fuji Television e successivamente da WOWOW.

## Trama
Girls Bravo parla di un giovane studente chiamato Yukinari Sasaki, il quale viene spesso aggredito ed attaccato dalle ragazze, al punto da cominciare a mostrare una strana reazione allergica verso di loro. Un giorno, mentre torna a casa da scuola, cade in una vasca da bagno e viene trasportato su "Seiren", un mondo misterioso popolato maggiormente da ragazze. Nonostante appaia molte volte, la storia si svolge maggiormente in Giappone.

## Manga
Il manga è stato scritto da Mario Kaneda e serializzato sulla rivista mensile Monthly Shōnen Ace edita da Kadokawa Shoten, dal 26 dicembre 2000 al 26 maggio 2005. I vari capitoli sono stati poi raccolti in dieci volumi tankōbon, il primo pubblicato il 27 giugno 2001 mentre l'ultimo il 9 aprile 2005.
In Italia il manga è stato pubblicato da Play Press dal 18 gennaio 2005 al 14 marzo 2006.

### Volumi
| Nº | Data di prima pubblicazione | Data di prima pubblicazione | Data di prima pubblicazione |
| Nº | Giapponese                  | Giapponese                  | Italiano                    |
| -- | --------------------------- | --------------------------- | --------------------------- |
| 1  | 27 giugno 2001              | ISBN 978-4-04-713435-5      | 18 gennaio 2005             |
| 2  | 28 novembre 2001            | ISBN 978-4-04-713466-9      | 14 febbraio 2005            |
| 3  | 25 aprile 2002              | ISBN 978-4-04-713491-1      | 13 aprile 2005              |
| 4  | 28 agosto 2002              | ISBN 978-4-04-713506-2      | 13 giugno 2005              |
| 5  | 26 febbraio 2003            | ISBN 978-4-04-713535-2      | 9 agosto 2005               |
| 6  | 1º settembre 2003           | ISBN 978-4-04-713570-3      | 13 settembre 2005           |
| 7  | 3 aprile 2004               | ISBN 978-4-04-713616-8      | 15 novembre 2005            |
| 8  | 18 giugno 2004              | ISBN 978-4-04-713631-1      | 14 dicembre 2005            |
| 9  | 26 novembre 2004            | ISBN 978-4-04-713682-3      | 3 febbraio 2006             |
| 10 | 9 aprile 2005               | ISBN 978-4-04-713716-5      | 14 marzo 2006               |

## Anime
A causa dei contenuti e delle situazioni presentate nel manga, l'anime mandato in onda dalla Fuji Television contiene molte censure lievi o pesanti. Successivamente, la serie trasmessa dalla WOWOW ed i DVD delle due serie, non contengono alcuna censura.
Tuttavia si è continuato a trasmettere la serie in tarda serata, sempre a causa dei contenuti per adulti presenti.

### Episodi
| Nº                            | Giapponese 「Kanji」 - Rōmaji                                | In onda           | In onda |
| Nº                            | Giapponese 「Kanji」 - Rōmaji                                | Giapponese        |         |
| Prima stagione (11 episodi)   |                                                              |                   |         |
| 1                             | 「お風呂場からブラボー!」 - Ofuroba kara Burabō!             | 6 luglio 2004     |         |
| 2                             | 「学校でブラボー!」 - Gakkō de Burabō!                       | 13 luglio 2004    |         |
| 3                             | 「クッキングはブラボー!」 - Kukkingu wa Burabō!              | 27 luglio 2004    |         |
| 4                             | 「豪邸でブラボー!」 - Gōtei de Burabō!                       | 10 agosto 2004    |         |
| 5                             | 「雨の日にブラボー!(前編)」 - Ame no Hi ni Burabō! (Zenpen)  | 17 agosto 2004    |         |
| 6                             | 「雨の日にブラボー!(後編)」 - Ame no Hi ni Burabō! (Kōhen)   | 24 agosto 2004    |         |
| 7                             | 「おムコさん探しでブラボー!」 - Omuko-san Sagashi de Burabō! | 31 agosto 2004    |         |
| 8                             | 「いっぱいでブラボー!」 - Ippai de Burabō!                   | 9 settembre 2004  |         |
| 9                             | 「魔法大戦でブラボー!」 - Mahō Taisan de Burabō!             | 14 settembre 2004 |         |
| 10                            | 「温泉でブラボー!」 - Onsen de Burabō!                       | 21 settembre 2004 |         |
| 11                            | 「ピンポンでブラボー!」 - Pinpon de Burabō!                  | 28 settembre 2004 |         |
| Seconda stagione (13 episodi) |                                                              |                   |         |
| 1                             | 「プールでブラボー!」 - Pūru de Burabō!                      | 27 gennaio 2005   |         |
| 2                             | 「ファイト·ブラボー!」 - Faito Burabō!                       | 3 febbraio 2005   |         |
| 3                             | 「初デートはブラボー!」 - Hatsu Dēto wa Burabō!              | 10 febbraio 2005  |         |
| 4                             | 「お掃除ブラボー!」 - Osōji Burabō!                          | 17 febbraio 2005  |         |
| 5                             | 「ふたりならブラボー!」 - Futari Nara Burabō!                | 24 febbraio 2005  |         |
| 6                             | 「アルバイトはブラボー!」 - Arubaito wa Burabō!              | 3 marzo 2005      |         |
| 7                             | 「麻雀でブラボー!」 - Mājan de Burabō!                       | 10 marzo 2005     |         |
| 8                             | 「ウサ耳ブラボー!」 - Usa Mimi Burabō!                       | 17 marzo 2005     |         |
| 9                             | 「学園祭はブラボー!」 - Gakuensai wa Burabō!                 | 24 marzo 2005     |         |
| 10                            | 「晴れた日の午後はブラボー!」 - Hareta Hi no Gogo wa Burabō! | 31 marzo 2005     |         |
| 11                            | 「プレゼントはブラボー!」 - Purezento wa Burabō!             | 7 aprile 2005     |         |
| 12                            | 「セーレンへブラボー!」 - Sēren e Burabō!                    | 14 aprile 2005    |         |
| 13                            | 「ファイナル·ブラボー!」 - Fainaru Burabō!                   | 21 aprile 2005    |         |

### Sigle
Opening
- Going My Way, di yozuca* (prima serie, episodi 1–11)
- Ever After, di yozuca* (seconda serie, episodi 12–24)

Ending
- Koko ni iru kara, di Miyuki Hashimoto (prima serie, episodi 1–11)
- And Then, di Miyuki Hashimoto (seconda serie, episodi 12–24)